# Asparagus drepanophyllus
Asparagus drepanophyllus är en sparrisväxtart som beskrevs av Friedrich Welwitsch och John Gilbert Baker. Asparagus drepanophyllus ingår i släktet sparrisar, och familjen sparrisväxter. Inga underarter finns listade i Catalogue of Life.